# Lien Phai-Pagoden
Lien Phai Pagoden (på vietnamesiska: Chùa Liên Phái) är beläget i Hai Ba Trung-distriktet i Hanoi, vid en gränd som startar från Bach Mai gatan. Pagoden är mest känd för sitt pastellfärgade torn, men flera byggnader finns på området. Trinh Thap grundade pagoden på 1800-talet efter att ha sett en lotusformad klippa i sin trädgård och så detta som ett tecken från buddha och byggde på platsen pagoden.